# Sinibaldo Gutiérrez Mas
Sinibaldo Gutiérrez Mas (Barcelona ? - Madrid, 1907) fou un polític i militar valencià, diputat a les Corts Espanyoles durant la restauració borbònica.

## Biografia
De família militar i terratinent de Gandia. Fill de José Gutiérrez Ferrer i Àgueda de Mas i Sans, germana del diplomàtic Sinibald de Mas i Sans. Fou elegit diputat pel Partit Radical a les eleccions generals espanyoles d'agost de 1872. Allí va votar a favor de l'establiment de la Primera República Espanyola i el 1873 abandonà l'exèrcit. Posteriorment s'alineà al costat de Cristino Martos Balbi i ingressà al Partit Liberal, amb el que fou escollit novament diputat a les eleccions generals espanyoles de 1886, 1893, 1898 i 1901. Alineat posteriorment amb José Canalejas i Méndez, el 1895 fou nomenat subsecretari del Ministeri d'Hisenda, i des del seu escó donà suport a la construcció del port de Gandia i del ferrocarril Alcoi-Gandia. El 1906 fou nomenat governador civil de les Illes Canàries, però va morir poc després.